# 鄭珞
鄭珞，字希玉，福建福州府閩縣人。明朝政治人物，進士出身。鄭瑛之弟。鄭唐之父。

## 生平
永樂十二年（1414年），甲午乡试中舉。永樂十三年（1415年）聯捷乙未進士。選庶吉士，改授刑部主事。曾從征蒙古。出任浙江寧波府知府，以丁憂去職。不久，海寇入犯，數千百姓詣闕乞留，帝下詔奪情復任。他曾上奏彈劾宦官裴可烈，明英宗為誅可烈（或罷去）。久之，升浙江參政。

## 事跡
永樂帝北征蒙古，鄭珞曾隨行。至氊帽山（今內蒙古自治區翁牛特旗乌丹镇南鸭鸡山），應制賦詩，深得帝心，得賜黄龍綵縀

## 著作
有《訥菴》、《雞肋》二集。